# Matolcsy Mátyás
Matolcsy Miklós Mátyás Károly (Budapest, 1905. február 24. – Budapest, 1953. június 20.) magyar agrárközgazdász, szélsőjobboldali politikus.

## Élete
Gyermekkorát a farmosi családi birtokon töltötte. A budapesti Lónyai utcai Budapesti Református Főgimnáziumban végezte középiskolai tanulmányait. A Királyi József Műegyetemen 1926-ban gépészmérnöki oklevelet szerzett, majd az egyetemen Pöschl Imre tanársegédje lett. 1929-ben műszaki és közgazdaságtani oklevelet szerzett. Az 1930-as évek elején a Magyar Gazdaságkutató Intézet mezőgazdasági szakelőadója volt. Komoly közgazdasági tudományos munkát végzett.
1935 és 1944 között országgyűlési képviselő volt. Kormánypárti programmal lépett fel az 1935-ös választásokon, de pártjából hamarosan kilépett és a Független Kisgazdapárt tagja lett. 1938-ban ebből a pártból is kilépett és előbb többedmagával megalapította a Keresztény Nemzeti Szocialista Frontot, majd azt otthagyva a Nyilaskeresztes Front tagja lett. Az 1939-es választásokon már e párt programjával nyert parlamenti képviselői mandátumot. A Front 1940-ben beolvadt a Nyilaskeresztes Pártba, ahová Matolcsy is belépett. 1942-ben kivált az egyre radikalizálódó nyilasok közül és ismét a kormánypárt, a Magyar Élet Pártja tagja lett. A második világháború végén Bajorországban amerikai fogságba esett. 1945-ben átadták a magyar hatóságoknak, a népbíróság pedig 10 év börtönre ítélte. Fogságban halt meg.

## Családja
Apja dr. Matolcsy Miklós, az első világháborúban a hadsereg főgyógyszerésze. Bátyja Matolcsy Tamás orvos és politikus.
Matolcsy Györgynek (1955) nem nagybátyja, csak távolabbi rokona.

## Művei
- London földalatti villamos közlekedése (Elektrotechnikai Egyesület, 1929)
- Nagybritannia energiagazdálkodása különös tekintettel szénbánya iparára és az országos villamosításra (1932)
- A német iparvidékek villamos energiaellátása (Magyar Királyi József Nádor Műegyetem, 1932)
- A mezőgazdasági munkanélkülkiség Magyarországon (Magyar Gazdaságkutató Intézet, 1933)
- Agrárpolitikai feladatok Magyarországon (Soli Deo Gloria, 1934)
- Jövedelemeloszlás Magyarországon (Légrády Nyomda, 1936)
- Az új földreform munkaterve (Révai Irodalmi Intézet Nyomdája, 1936) Szekfű Gyula előszavával
- Magyarország nemzeti jövedelme 1924/25–1934/35 (Magyar Gazdaságkutató Intézet, 1936) Varga Istvánnal közösen
- Új élet a magyar földön (Cserépfalvi, 1938)
- The national income of Hungary (King, London, 1938)
- A magyar takarmánymérleg (Magyar Gazdaságkutató Intézet, 1938)
- A magyarországi jövedelem- és adótehermegoszlás (Universitas, 1938)
- Mezőgazdasági termékek árkérdése (Magyar Gazdaságkutató Intézet, 1940)
- A zsidók útja (Nyilaskeresztes Párt, 1941)
- Föld, nép élet. A tengelyhatalmak agrárpolitikája és a magyar feladatok (Centrum, 1941)
- Az életszínvonal alakulása Magyarországon 1924–1944 (Magyar Ipari Munkatudományos Intézet, 1944)
- A magyar mezőgazdaság adósságterhének alakulása 1924–44 években (Magyar Gazdaságkutató Intézet, 1944)

## Külső hivatkozások
- Matolcsy Mátyás pályafutása (1905–1953) PDF